# San Marcos, Altamirano
San Marcos är en ort i Mexiko.   Den ligger i kommunen Altamirano och delstaten Chiapas, i den sydöstra delen av landet, 800 km öster om huvudstaden Mexico City. San Marcos ligger 1 146 meter över havet och antalet invånare är 511.
Terrängen runt San Marcos är bergig åt sydost, men åt nordväst är den kuperad. Runt San Marcos är det ganska glesbefolkat, med 28 invånare per kvadratkilometer. Närmaste större samhälle är Las Tazas, 18,1 km nordost om San Marcos. I omgivningarna runt San Marcos växer i huvudsak städsegrön lövskog.